# HPGL

HPGL é um acrónimo para High Performance Geostatistics Library. É uma biblioteca de programação desenvolvida em C++ mas chamada em Python para operações de geoestatística. Foi produzida com o apoio da companhia russa MIT-UFA e é actualmente a única biblioteca de geoestatística paralelizada sendo, principalmente por esse motivo, a de melhor performance. É compatível com algumas das bibliotecas científicas e numéricas mais conhecidas em Python, como é o caso do numpy e scipy, e apela ao seu uso pela sua facilidade de utilização.

## Nota histórica
A HPGL teve a sua primeira versão lançada em 2009 (0.9.3) e no mesmo ano foram sendo feitas várias actualizações introduzindo novos algoritmos e suporte para diferentes formatos de ficheiros bem como adesão à licença BSD. A sua última actualização foi em 2010 (0.9.9) e por esta altura já compunha os algoritmos de geoestatística mais usados.
Com a estabilização da biblioteca começaram a desenvolver um software com base na mesma, HPGL-GUI, que pretende facilitar a sua utilização por meio de um interface gráfico de utilizador cuja versão actual para download ainda não é final (0.9.1).

## Funções
A última versão lançada tem, entre outros, os seguintes algoritmos:
1. Krigagem simples (SK)
2. Krigagem normal (krigagem ordinária) (OK)
3. Krigagem da Indicatriz (IK)
4. Krigagem com médias locais (LVM Kriging)
5. Co-Krigagem simples com modelos de Markov 1 e 2 (Markov Models 1 & 2)
6. Simulação sequencial da indicatriz (SIS)
7. Simulação sequencial gaussiana (SGS)

## Utilização
A biblioteca é chamada a partir da linguagem Python usando o seguinte comando:
```
from
 
geo_bsd
 
import
 
*

```

Implicando a importação directa de todas as suas funções. Para além da biblioteca principal existem duas secundárias:
```
from
 
geo_bsd.routines
 
import
 
*

from
 
geo_bsd.cvariogram
 
import
 
*

```

As malhas na biblioteca HPGL são cartesianas e por isso definidas por números de blocos na direção X (I), Y (J) e Z (K). A malha é gerada com o seguinte comando:
```
I
 
=
 
50
   
# valores de exemplo

J
 
=
 
50
   
# valores de exemplo

K
 
=
 
10
   
# valores de exemplo

grid_object
 
=
 
SugarboxGrid
(
I
,
 
J
,
 
K
)

```

A leitura de ficheiros em formato GEO-EAS é feita da seguinte maneira:
```
from
 
geo_bsd.routines
 
import
 
*

dict_gslib
 
=
 
LoadGslibFile
(
filename
)

```

E de formato eclipse:
```
prop
 
=
 
load_cont_property
(
filename
,
 
undefined_value
,
 
size
)

```

Um krigagem simples pode ser lançada com os comandos:
```
grid
 
=
 
SugarboxGrid
(
55
,
 
52
,
 
100
)

prop
 
=
 
load_cont_property
(
"HARD_DATA.INC"
,
 
-
99
,
 
size
 
)

cov_krig
 
=
 
CovarianceModel
(
type
=
1
,
 
ranges
=
(
10
,
10
,
10
),
 
sill
=
1
)

prop_result
 
=
 
simple_kriging
(
prop
,
 
grid
,
radiuses
 
=
 
(
20
,
 
20
,
 
20
),
max_neighbours
 
=
 
12
,
cov_model
 
=
 
cov_krig
,
mean
 
=
 
1.6
)

```

## Benchmark
Os autores da HPGL fizeram notar no seu lançamento um benchmark de comparação com a GSLIB:
- 1 CPU (Intel Core Duo 1.8 Ghz)
- Tamanho da malha: 166x141x225 (5+ millions cells)
- Propriedade de indicatriz/categórica: 20% de pontos definidos, 80% indefinidos, 2 classes de indicatriz
- Propriedade continua: 20% de pontos definidos, 80% indefinidos, Valores: [0:1]
- Variograma = (10, 10, 10)
- Raio de procura = (20, 20, 20)
- Número máximo de pontos vizinhos = 12

| Algoritmo                          | GSLIB   | HPGL 0.9.5 |
| Krigagem simples                   | 4m 10s  | 1m 7s      |
| ---------------------------------- | ------- | ---------- |
| Krigagem normal                    | 4m 30s  | 1m 80s     |
| Krigagem da indicatriz             | 1h 30m+ | 1m 60s     |
| Simulação sequencial da indicatriz | 4m 40s  | 1m 30s     |
| Simulação sequencial gaussiana     | 3m 10s  | 1m 70s     |